# Лазский институт
Лазский институт (тур. Laz Enstitüsü) — был основан 17 мая 2013 года с целью сохранения, развития и передачи языка, культуры и истории лазского народа. В 2013 году между Министерством национального образования Республики Турции и институтом был подписан протокол, после чего начали проводиться курсы по подготовке преподавателей лазского языка. В результате усилий института, лазский язык был включен в список избранных курсов в учебной программе средних школ Министерства национального образования.
Благодаря усилиям института, с 2014 года избранные курсы по лазскому языку предоставляются в Босфорском университете. Еще одним университетом, где предлагаются избранные курсы по лазскому языку, является Стамбульский университет Билги.